# Juncus wallichianus
Juncus wallichianus là một loài thực vật có hoa trong họ Juncaceae. Loài này được J.Gay ex Laharpe mô tả khoa học đầu tiên năm 1825.